# 上卡馬高地
上卡馬高地是俄羅斯的高地，位於烏德穆爾特共和國、彼爾姆邊疆區和基洛夫州，平均海拔高度240至280米，是科薩河、伊尼瓦河、奧布瓦河、卡馬河等河流的發源地，該地區被針葉林覆蓋。

## 外部連結
- Upper Kama Upland in Great Soviet Encyclopedia（页面存档备份，存于）